# Лемішовський Василь Іванович
В́асиль Ів́анович Леміш́овський (нар. 7 травня 1976, с. Глібовичі, Перемишлянський р-н, Львівська область) — український бухгалтер, аудитор, автор/співавтор книг на бухгалтерську тематику, кандидат економічних наук

## Освіта
- 1991—1994 — Львівський фінансово-економічний коледж, спеціальність «Фінанси», кваліфікація «Бухгалтер-фінансист»
- 1994—1999 — Національний університет «Львівська політехніка», спеціальність «Облік і аудит», диплом спеціаліста економіста

## Основні етапи професійної діяльності
- 1999—2000 — економіст Інституту підвищення кваліфікації у Національному університеті «Львівська політехніка»
- 2000—2002 — асистент кафедри економіки, фінансів та обліку Інституту економіки та менеджменту у Національному університеті «Львівська політехніка»
- 2002—2003 — начальник науково-методологічного відділу забезпечення аудиторської діяльності та автоматизації ЗАТ "Аудиторська фірма «Де-Візу»
- 2004—2014 — аудитор / заступник директора / в.о. директора Департаменту внутрішнього аудиту / ПАТ «Кредобанк» (PKO BP)
- 2014—2016 — заступник начальника Головного управління Державної фіскальної служби у Львівській області
- із 2016 — викладач кафедри економіки підприємств та інформаційних технологій ПВНЗ «Львівський університет бізнесу та права»
- 2017—2018 — директор ТзОВ "Аудиторська фірма «Західна аудиторська група»
- 2018—2019 — радник члена Рахункової палати України
- 2019—2020 — заступник начальника ГУ Державної фіскальної служби у Львівській області
- 2021—2022 — радник члена Рахункової палати України
- 2022—2023 — фінансовий директор ТОВ «ЕНЕРГО-РЕНОВАЦІЯ»
- Із жовтня 2023 — проректор з економічних питань Національного університету «Львівська політехніка»

## Основні навчально-наукові праці

### Навчальні посібники
1. Національні стандарти бухгалтерського обліку в Україні: [навч. посібн.] / Р. Л. Хом'як та В. І. Лемішовський. — Львів: «Інтелект-захід», — 188 с.
2. Національні стандарти бухгалтерського обліку в Україні: [навч. посібн.] / Р. Л. Хом'як, В. І. Лемішовський, О. І. Карий та інші. — 2-ге видання. — Львів: «Інтелект-захід», 2000. — 180 с.
3. Національні стандарти бухгалтерського обліку в Україні: [навч. посібн.] / Р. Л. Хом'як, В. І. Лемішовський, О. М. Синичин та інші. — 3-тє видання. Львів: «Інтелект-захід», 2000. — 444 с.
4. Контроль і ревізія: [навч. посібн.] / Р. Л. Хом'як, В. І. Лемішовський, В. І. Воськало та інші. — Львів: Національний університет «Львівська політехніка» (Інформаційно-видавничий центр «Інтелект+» ІПК), «Інтелект-Захід», 2001. — 200 с.
5. Бухгалтерський облік в Україні: [навч. посібн.] / Р. Л. Хом'як, В. І. Лемішовський, І. С. Колодка та інші. — Львів: Національний університет «Львівська політехніка» (Інформаційно-видавничий центр «Інтелект+» ІПК), «Інтелект-Захід», 2002. — 728 с.
6. Контроль і ревізія: [навч. посібн.] / Р. Л. Хом'як, В. І. Лемішовський, В. С. Мохняк та інші. — 2-ге видання. — Львів: Національний університет «Львівська політехніка» (Інформаційно-видавничий центр «Інтелект+» ІПК), «Інтелект-Захід», 2002. — 320 с.
7. Бухгалтерський облік в Україні: [навч. посібн.] / Р. Л. Хом'як, В. І. Лемішовський, О. С. Лемішовська. — 2-ге видання. — Львів: Національний університет «Львівська політехніка» (Інформаційно-видавничий центр «Інтелект+» ІПК), «Інтелект-Захід», 2003. — 820 с.
8. Бухгалтерський облік в Україні: [навч. посібн.] / Р. Л. Хом'як, В. І. Лемішовський, Н. М. Воськало. — 3-тє видання. — Львів: Національний університет «Львівська політехніка» (Інформаційно-видавничий центр «Інтелект+» ІПК), «Інтелект-Захід», 2004. — 912 с.
9. Контроль і ревізія: [навч. посібн.] / Р. Л. Хом'як, В. І. Лемішовський, М. В. Корягін та інші. — 3-тє видання. — Львів: Національний університет «Львівська політехніка» (Інформаційно-видавничий центр «Інтелект+» ІПК), «Інтелект-Захід», 2004. — 328 с.
10. Кодекси України. Офіційні тексти: [збірник нормативних актів] / Упорядник В. І. Лемішовський. — Львів: «Інтелект-Захід», 2004. — 1024 с.
11. Бухгалтерський облік в Україні: [навч. посібн.] / Р. Л. Хом'як, В. І. Лемішовський, А. С. Мороз та інші. — 4-те видання. — Львів: Національний університет «Львівська політехніка» (Інформаційно-видавничий центр «Інтелект+» ІПК), «Інтелект-Захід», 2005. — 1072 с.
12. Бухгалтерський облік в Україні: [навч. посібн.] / Р. Л. Хом'як, В. І. Лемішовський, М. М. Соловій та інші. — 5-те видання. — Львів: Національний університет «Львівська політехніка» (Інформаційно-видавничий центр «Інтелект+» ІПК), «Інтелект-Захід», 2006. — 1088 с.
13. Бюджетні установи: бухгалтерський облік та оподаткування: [навч. посібн.] / За ред. В. І. Лемішовського. — Львів: «Інтелект-Захід», 2007. — 1104 с.
14. Бухгалтерський облік в Україні: [навч. посібн.] / Р. Л. Хом'як, В. І. Лемішовський, А. М. Дідик та інші. — 6-те видання. — Львів: Національний університет «Львівська політехніка» (Інформаційно-видавничий центр «Інтелект+» ІПК), «Інтелект-Захід», 2007. — 1200 с.
15. Кодекси України. Офіційні тексти: [збірник нормативних актів] / Упорядник В. І. Лемішовський. — Львів: «Інтелект-Захід», 2007. — 1004 с.
16. Бюджетні установи: бухгалтерський облік та оподаткування: [навч. посібн.] / За ред. В. І. Лемішовського. — 2-ге видання. — Львів: «Інтелект-Захід», 2007. — 1104 с.
17. Бухгалтерський облік в Україні: [навч. посібн.] / Р. Л. Хом'як, В. І. Лемішовський, Л. І. Чернобай та інші. — 7-ме видання. — Львів: Національний університет «Львівська політехніка» (Інформаційно-видавничий центр «Інтелект+» ІПК), «Інтелект-Захід», 2008. — 1224 с.
18. Бюджетні установи: бухгалтерський облік та оподаткування: [навч. посібн.] / За ред. В. І. Лемішовського. — 3-тє видання. — Львів: «Інтелект-Захід», 2008. — 1120 с.
19. Бухгалтерський облік та оподаткування: [навч. посібн.] / За ред. Р. Л. Хом'яка, В. І. Лемішовського. — Львів: Бухгалтерський центр «Ажур», 2008. — 1112 с.
20. Бухгалтерський облік та оподаткування: [навч. посібн.] / За ред. Р. Л. Хом'яка, В. І. Лемішовського. — 2-ге видання. — Львів: Бухгалтерський центр «Ажур», 2009. — 1112 с.
21. Бухгалтерський облік та оподаткування: [навч. посібн.] / За ред. Р. Л. Хом'яка, В. І. Лемішовського. — 3-тє видання. — Львів: Бухгалтерський центр «Ажур», 2009. — 1220 с.
22. Бюджетні установи: бухгалтерський облік, оподаткування та звітність [навч. посібн. + СД] / За ред. В. І. Лемішовського. — Львів: Бухгалтерський центр «Ажур», 2009. — 912 с.
23. Бухгалтерський облік в Україні: [навч. посібн.] / Р. Л. Хом'як, В. І. Лемішовський, В. С. Мохняк, В. І. Воськало та інші. — Львів: Бухгалтерський центр «Ажур», 2009. — 440 с.
24. Бухгалтерський облік та оподаткування: [навч. посібн. + СД] / За ред. Р. Л. Хом'яка, В. І. Лемішовського. — 4-те видання. — Львів: Бухгалтерський центр «Ажур», 2010. — 1220 с.
25. Контроль і ревізія: [навч. посібн.] / За ред. Р. Л. Хом'яка, Н. С. Станасюк., — Львів: Магнолія-2006, 2011. — 315 с.
26. Бюджетні установи: бухгалтерський облік, національні стандарти, оподаткування та звітність: [навч. посібн.] / За ред. В. І. Лемішовського. — Львів: Видавництво «Растр-7», 2016. — 1024 с.
27. Українське рахівництво «Взяв-Дав» / За ред. М. М. Соловія. — Літературна агенція «Піраміда», 2011. — 148 с.
28. Бюджетні установи: облік, оподаткування та звітність: [навч. посібн.] / А. М. Дідик, В. І. Лемішовський. — Львів: Видавництво «Апріорі», 2017. — 1168 с.
29. Соціально-економічна діагностика в умовах європейського співробітництва: [навч. посібн.] / О. Є. Кузьмін, О. Г. Мельник, Н. Я. Петришин, М. Є. Адамів, А. М. Дідик, В. І. Лемішовський. — Львів: Видавництво ТзОВ "Аудиторська група «Західна аудиторська група», 2018. — 224 с.
30. Бюджетні установи: облік та оподаткування, кадри та зарплата, звітність: [навч. посібн.] / А. М. Дідик, В. І. Лемішовський. — Львів: ТзОВ "АФ «Західна аудиторська група», 2018. — 1200 с.
31. Економічна безпека підприємства: [підручн.] / А.М. Дідик, О.Є. Кузьмін, В.Л. Ортинський, Г.В. Козаченко, Ю.С. Погорєлов, О.В. Ілляшенко, В.І. Лемішовський  та ін.; за ред. А.М. Дідика. — Львів: НУ "Львівська політехніка", ТзОВ "Видавнича група "Бухгалтери України", 2019. — 624 с.

### Монографії
1. Кузьмін О. Є., Мельник О. Г., Ганас Л. М., Дідик А. М., Лемішовський В. І. Управління виробничими запасами на підприємствах: концептуальні, методологічні та прикладні засади: [монографія]. — Львів: Видавництво «Апріорі», 2017. — 144 с.

### Наукові статті та тези
1. Лемішовський В. І. Контролінг в процесі управління підприємством: понятійний базис і концептуальна основа / В. І. Лемішовський // Економічний простір. — 2015. — № 94. — С. 202—210 (Міжнародні наукометричні бази: Index Copernicus, РІНЦ).
2. Лемішовський В. І. Моніторинг в системі контролінгу підприємства: концепція взаємозв'язку / В. І. Лемішовський // Економічні науки. Серія «Економіка та менеджмент»: Збірник наукових праць. — 2015. — Випуск 12 (46). — С. 135—145.
3. Лемішовський В. І., Збалансована система показників як інструмент формування контролінгу машинобудівного підприємства / В. І. Лемішовський // Вісник Одеського національного університету імені І. І. Мечнікова. — 2016. — Т. 21, Випуск 1. — С. 126—129.
4. Лемішовський В. І. Інструментарій фінансово-економічного аналізу, діагностики і моніторингу в системі контролінгу машинобудівного підприємства / В. І. Лемішовський // Науковий вісник Херсонського державного університету. Серія «Економічні науки». — 2016. — Випуск 20, Частина 1. — С. 103—107.
5. Лемішовський В. І. Контролінг в управлінні машинобудівним підприємством: координаційні елементи / В. І. Лемішовський // Науковий вісник Ужгородського національного університету. Серія: Міжнародні економічні відносини та світове господарство. — 2017. — Випуск 11. — С. 94-97 (Міжнародна наукометрична база Index Copernicus).
6. Лемішовський В. І. Мотиваційні аспекти організації і провадження контролінгової діяльності на машинобудівних підприємствах / В. І. Лемішовський // Бізнес-навігатор. — 2017. — Випуск 4-2 (43). — С. 7-13. (Міжнародна наукометрична база Index Copernicus).
7. Лемішовський В. І. Модель «витрати-обсяг-прибуток» як методичний інструментарій оперативного контролінгу машинобудівного підприємства / В. І. Лемішовський // Міжнародний науковий журнал «Інтернаука». Серія: «Економічні науки». — 2018. — № 1. — С. 54-61 (Міжнародні наукометричні бази: РІНЦ, Open Academic Journals Index, ResearchBib, Scientific Indexing Services, Turkish Education İndex, Electronic Journals Library, Staats, RePEc, InfoBase Index, International Institute of Organized Research, CiteFactor, Open J-Gate, Cosmos Impact Factor).
8. Лемішовський В. І. Контролінг в управлінні підприємством: формат і складові елементи / В. І. Лемішовський // Збірник тез наукових робіт учасників Міжнародної науково-практичної конференції «Нова економічна політика на світовому, державному і регіональному рівнях» (м. Одеса, 21-22 листопада 2014 р.). — Одеса: ЦДР, 2014. — С. 24-26.
9. Лемішовський В. І. Проблемні аспекти впровадження контролінгу на підприємстві / В. І. Лемішовський // Матеріали V Всеукраїнської науково-практичної конференції «Фінансово-економічний розвиток України в умовах трансформаційних перетворень» (м. Львів, 20 листопада 2015 р.). — Львів: ЛКА, 2015. — С. 167—168.
10. Лемішовський В. І. Завдання та інструментарій контролінгу в системі управління зовнішньоекономічною діяльністю підприємства / В. І. Лемішовський // Тези доповідей Міжнародного науково-практичного симпозіуму «Проблеми управління зовнішньоекономічною та митною діяльністю в умовах європейської інтеграції України» (м. Львів, 24 квітня 2015 р.). — Львів: Видавництво Львівської політехніки, 2015. — С. 59.
11. Лемішовський В. І. Контролінг у системі стратегічного управління підприємством / В. І. Лемішовський // Матеріали міжнародної науково-практичної конференції «Національні моделі економічних систем: формування, управління, трансформації» (м. Херсон, 15-16 жовтня 2015 р.). — Херсон: Видавничий дім «Гельветика», 2015. — С. 64-65.
12. Лемішовський В. І. Інструменти концептуально-методологічного базису системи BSC в контролінгу машинобудівних підприємств / В. І. Лемішовський // Матеріали Міжнародної науково-практичної конференції «Сучасні проблеми та перспективи розвитку підприємництва та економічного потенціалу регіону» (м. Запоріжжя, 11 листопада 2016 р.). — Запоріжжя: Запорізька державна інженерна академія, 2016. — С. 13-14.
13. Лемішовський В. І. Контролінгова діяльність машинобудівних підприємств: мотиваційні аспекти організації / В. І. Лемішовський // Тези доповідей Міжнародної науково-практичної конференції «Економічна система країни в контексті міжнародного співробітництва: стан та перспективи розвитку» (м. Львів, 26-27 січня 2018 р.). — Львів: ЛЕФ, Ч. 1. 2018. — С. 93-96.
14. Лемішовський В. І. Оцінка ефективності контролінгу в системі управління машинобудівним підприємством / В. І. Лемішовський // Тези доповідей Міжнародної науково-практичної конференції «Вдосконалення економіки та фінансової системи країни: актуальні проблеми та перспективи» (м. Запоріжжя, 02 лютого 2018 р.). — Запоріжжя: Класичний приватний університет, 2018. — С. 56-57.

## Різне
Сертифікований аудитор із 2016 р.